# Pontiac Solstice
De Pontiac Solstice is een wagen van het Amerikaanse automerk Pontiac. De wagen werd in 2004 aan het publiek voorgesteld op de North American International Auto Show. Het platform waarop de Solstice is gebouwd wordt ook gebruikt voor onder meer de Saturn Sky en de Opel GT. De carrosserie is identiek aan die van de gelijknamige conceptwagen uit 2002.
Nadat de wagen beschikbaar was om te bestellen bleek deze al een groter succes te zijn dan verwacht. De geplande productie van 7000 exemplaren moest worden verhoogd aangezien de vraag na tien dagen hoger lag dan dit productiecijfer. De productie stopte echter al in 2009 wegens de sluiting van de fabriek in Wilmington (Delaware). 